# Leatrice Joy
Leatrice Joy, geboren als Leatrice Joy Zeidler (New Orleans, 7 november 1893 - New York, 13 mei 1985) was een Amerikaans actrice.

## Carrière
Joy begon haar carrière als actrice in kleine theaters en maakte haar filmdebuut in 1915, toen ze te zien was in een kleine film van een kleine maatschappij. In 1917 verhuisde ze naar Hollywood en kreeg ze in eerste instantie een contract bij Samuel Goldwyn Studios. In haar eerste film voor die studio, The Pride of the Clan, was ze tegenover filmlegende Mary Pickford te zien.
In de jaren 20 groeide Joy uit tot een populaire actrice en was bekend voor haar rollen als vastberaden en onafhankelijke dames. Ze werd in films altijd op de voorgrond geplaatst en was te zien tegenover memorabele acteurs, waaronder Wallace Beery, Conrad Nagel, Nita Naldi en Irene Rich.
Joy was in films voornamelijk te zien als een jongensmeisje en haar aparte stijl werd beïnvloed in de mode. Veel filmkijkers namen haar stijl over. Door haar stijgende populariteit bood Cecil B. DeMille haar een contract bij Paramount Pictures aan in 1922. Ze werd gecast in verschillende bijgebleven films en werd een van DeMille's favorieten.
In 1925 verliet Joy de studio om met DeMille mee te gaan naar zijn nieuwe studio Producers Distributing Corporation. Hier was ze in enkele bekende films te zien. Toen ze onenigheid kreeg met de regisseur verliet ze in 1928 de studio en kreeg toen een contract bij Metro-Goldwyn-Mayer. Dit gebeurde rond de opkomst van de geluidsfilm.
Die opkomst bleek niet gunstig te zijn voor haar carrière. Haar accent was niet geliefd en Joy kon niet bijblijven bij de nieuwe actrices. In 1930 ging ze met pensioen, ook al bleef ze wel parttime actief in films. Haar laatste verschijning maakte ze in Love Nest (1951), waarin ook June Haver en Marilyn Monroe te zien waren.

## Huwelijken & overlijden
In 1922 trouwde Joy met de populaire acteur John Gilbert. Hoewel ze samen dochter Leatrice Gilbert Fountain kregen, duurde het huwelijk slechts twee jaar. Ze trouwde in 1931 met William S. Hook.
Joy stierf in 1985 aan bloedarmoede. Voor haar bijdragen aan de film kreeg ze een ster op de Hollywood Walk of Fame.

## Filmografie
Een lijst van films waarin Joy verscheen, exclusief de korte films:
- His Turning Point (1915) - Mrs. Carey
- The Folly of Revenge (1916) - Antonio's dochter
- The Pride of the Clan (1917) - Extra
- One Dollar Bid (1918) - Emily Dare
- The City of Tears (1918) - Maria
- Wedlock (1918) - Jane Hollister
- Three X Gordon (1918) - Dochter van boer
- The Man Hunter (1919) - Florence
- Just a Wife (1920) - Mary Virginia Lee
- The Right of Way (1920) - Rosalie Eventurail
- Blind Youth (1920) - Hope Martin
- Smiling All the Way (1920) - Alice Drydan
- The Invisible Divorce (1920) - Pidgie Ryder
- Down Home (1920) - Nance Pelot
- Bunty Pulls the Strings (1921) - Bunty Biggar
- A Tale of Two Worlds (1921) - Sui Sen
- The Ace of Hearts (1921) - Lilith
- Ladies Must Live (1921) - Barbara
- The Poverty of Riches (1921) - Katherine Colby
- Voices of the City (1921) - Georgia Rodman
- Saturday Night (1922) - Iris Van Suydam
- The Bachelor Daddy (1922) - Sally Lockwood
- Manslaughter (1922) - Lydia Thorne
- The Man Who Saw Tomorrow (1922) - Rita Pring
- Minnie (1922) - Minnie
- Java Head (1923) - Taou Yuen
- You Can't Fool Your Wife (1923) - Edith McBride
- The Silent Partner (1923) - Lisa Coburn
- The Ten Commandments (1923) - Mary Leigh
- The Marriage Cheat (1924) - Helen Canfield
- Triumph (1924) - Ann Land
- Changing Husbands (1924) - Gwynne Evans/Ava Graham
- The Dressmaker from Paris (1925) - Fifi
- Hell's Highroad (1925) - Judy Nichols
- The Wedding Song (1925) - Beatrice Glynn
- Made for Love (1926) - Joan Ainsworth
- Eve's Leaves (1926) - Eve Corbin
- The Clinging Vine (1926) - Antoinette B. 'A.B.' Allen
- For Alimony Only (1926) - Mary Martin Williams
- Nobody's Widow (1927) - Roxanna Smith
- Vanity (1927) - Barbara Fiske
- The Angel of Broadway (1927) - Babe Scott
- The Blue Danube (1928) - Marguerite
- Man-Made Women (1928) - Nan Payson
- Tropic Madness (1928) - Juanita
- Bellamy Trial (1929) - Sue Ives
- Strong Boy (1929) - Mary McGregor
- A Most Immoral Lady (1929) - Laura Sergeant
- The Love Trader (1930) - Martha Adams
- First Love (1939) - Grace Shute Clinton
- The Old Swimmin' Hole (1940) - Mrs. Julie Carter
- Red Stallion in the Rockies (1949) - Martha Simpson
- Air Hostess (1949) - Celia Hansen
- Love Nest (1951) - Eadie Gaynor

- Bibliothèque nationale de France: cb15645927f (data)
- Gemeinsame Normdatei: 1274108438
- International Standard Name Identifier: 0000 0000 4483 5297
- Library of Congress Control Number: no90023848
- SNAC: w6c83775
- Système universitaire de documentation: 158284097
- Virtual International Authority File: 71720614
- WorldCat: E39PBJmy3fB9CCtkrPPFFcQ6rq